# Harpacticus fortificationis
Harpacticus fortificationis is een eenoogkreeftjessoort uit de familie van de Harpacticidae. De wetenschappelijke naam van de soort is voor het eerst geldig gepubliceerd in 1860 door Fischer.